# Arnold Güldenpfennig

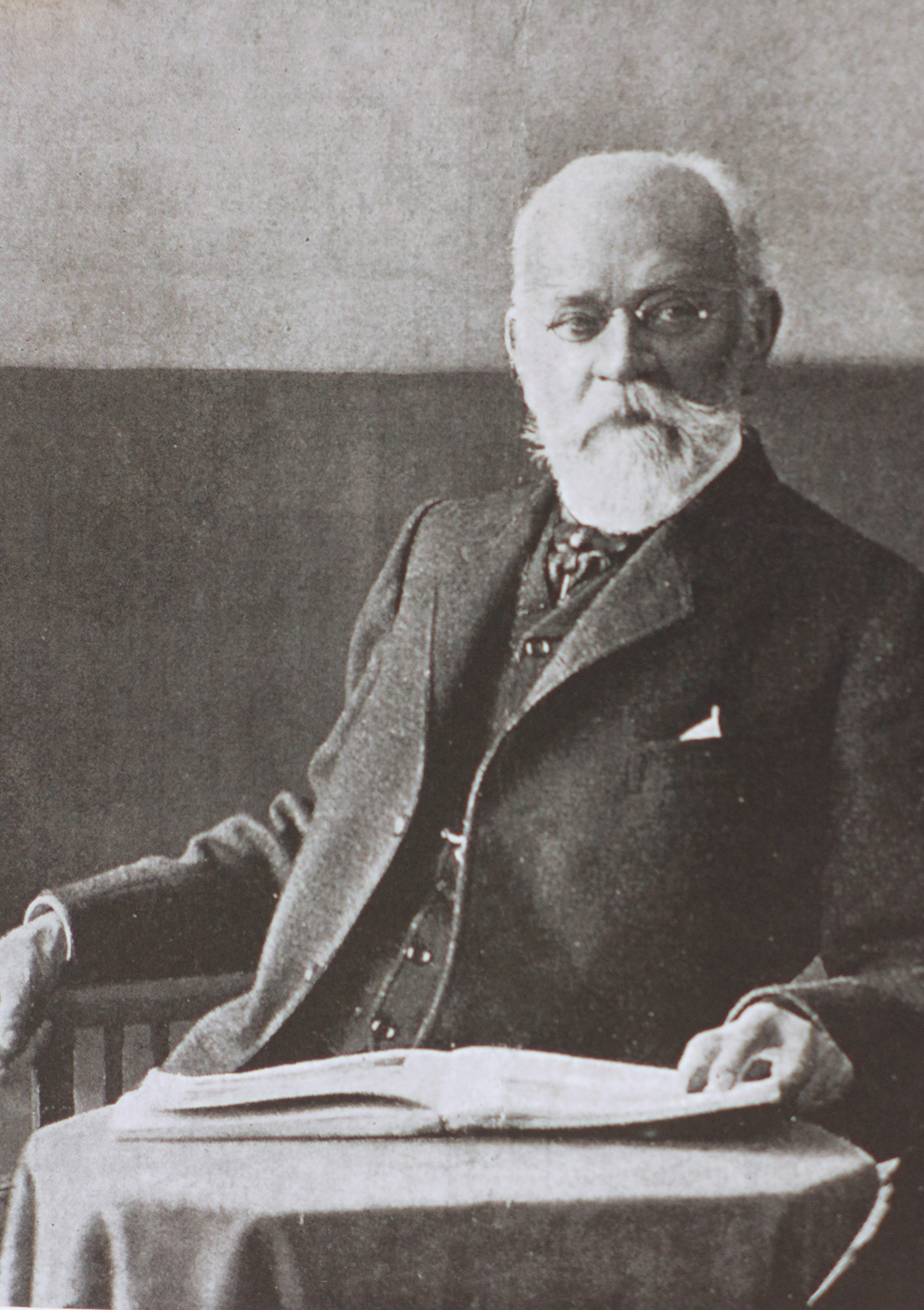
Arnold Güldenpfennig (1830–1908)

Arnold Güldenpfennig (* 13. Dezember 1830 in Warburg; † 23. September 1908 in Paderborn) war ein deutscher Architekt, der hauptsächlich auf dem Gebiet des katholischen Sakralbaus im Bistum Paderborn tätig war.

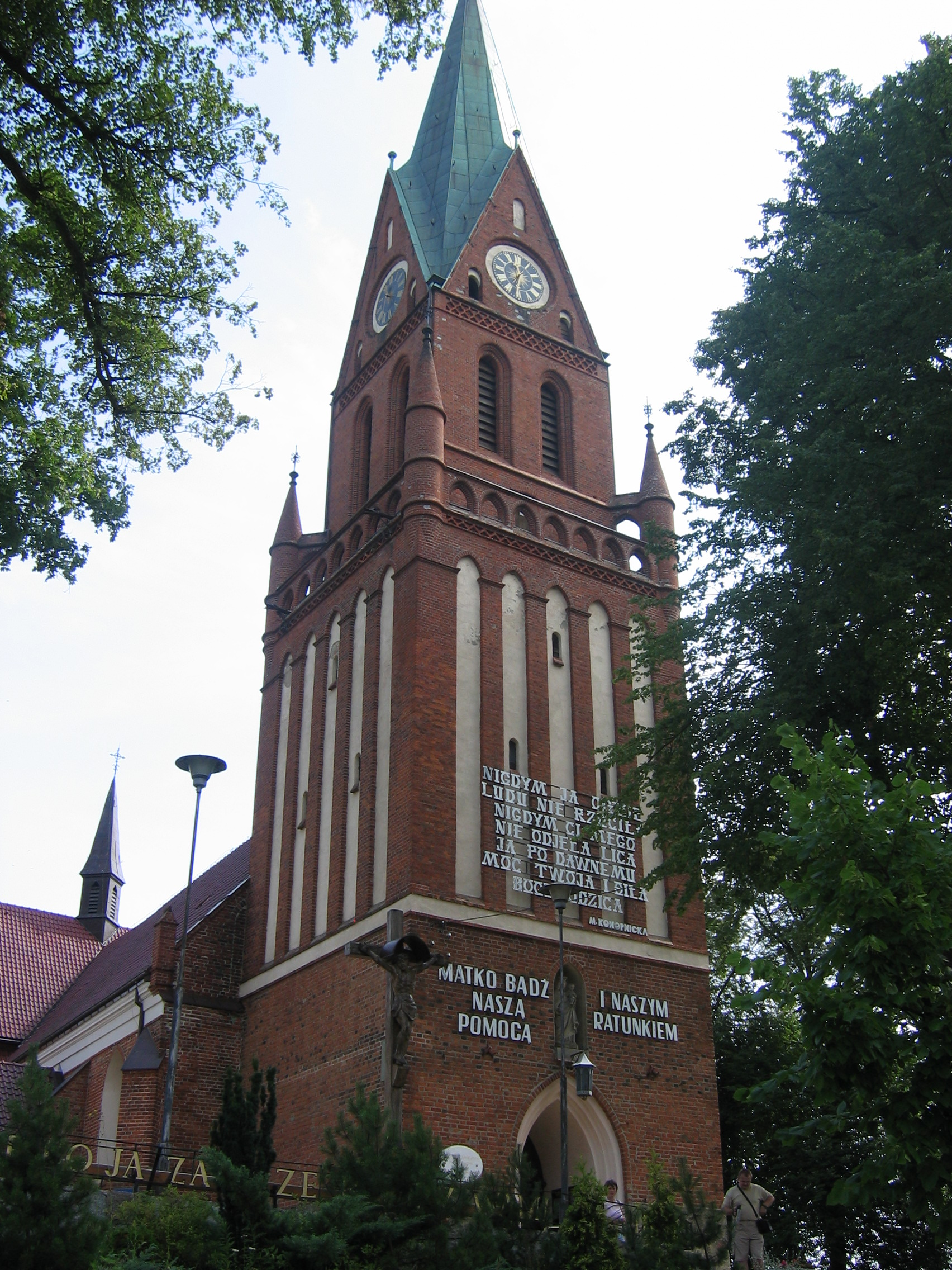
Wallfahrtskirche in Dietrichswalde

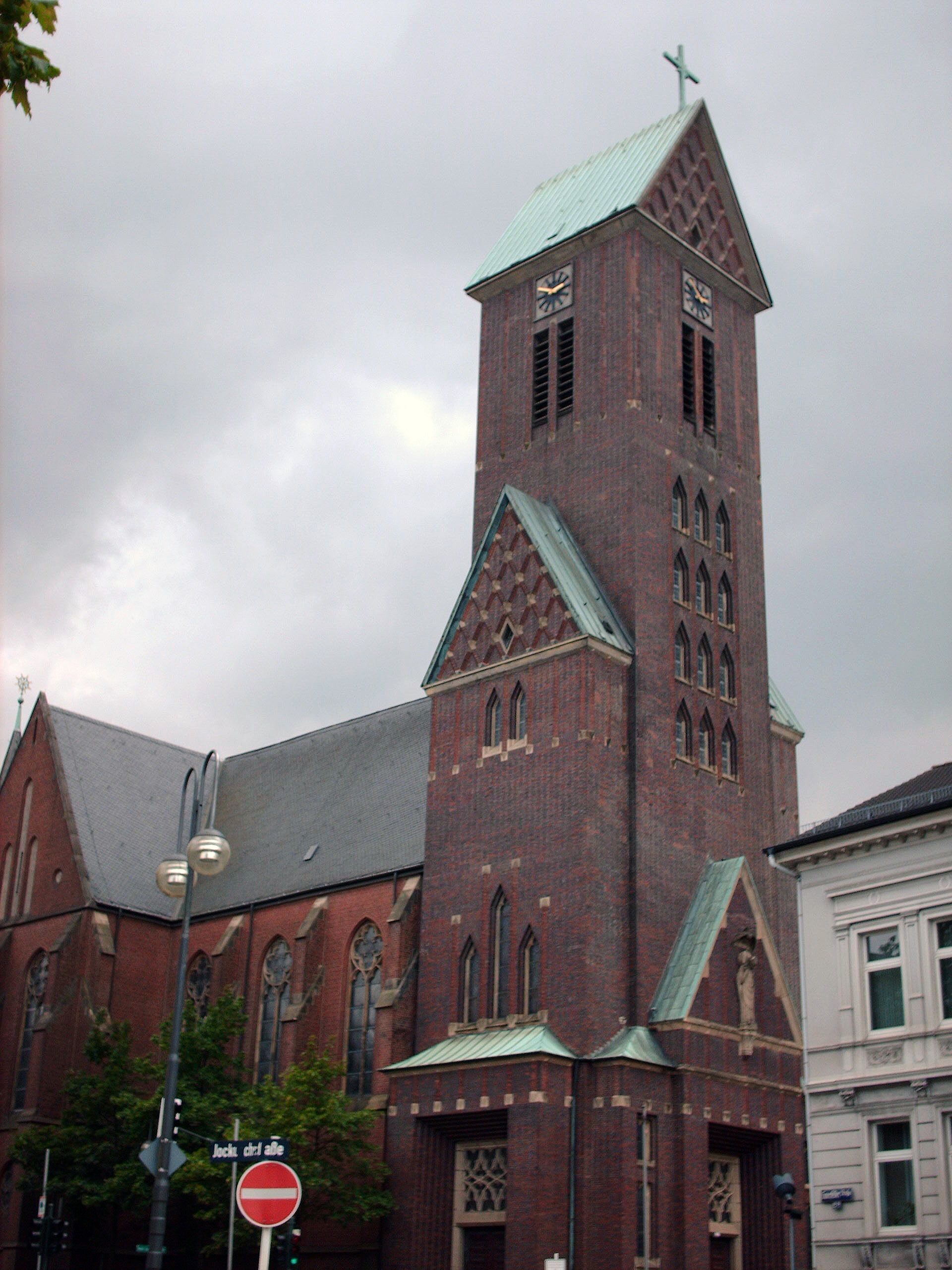
St. Joseph und St. Medardus in Lüdenscheid

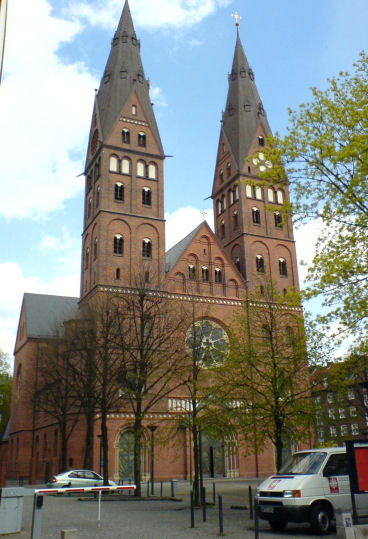
Neuer Mariendom in Hamburg

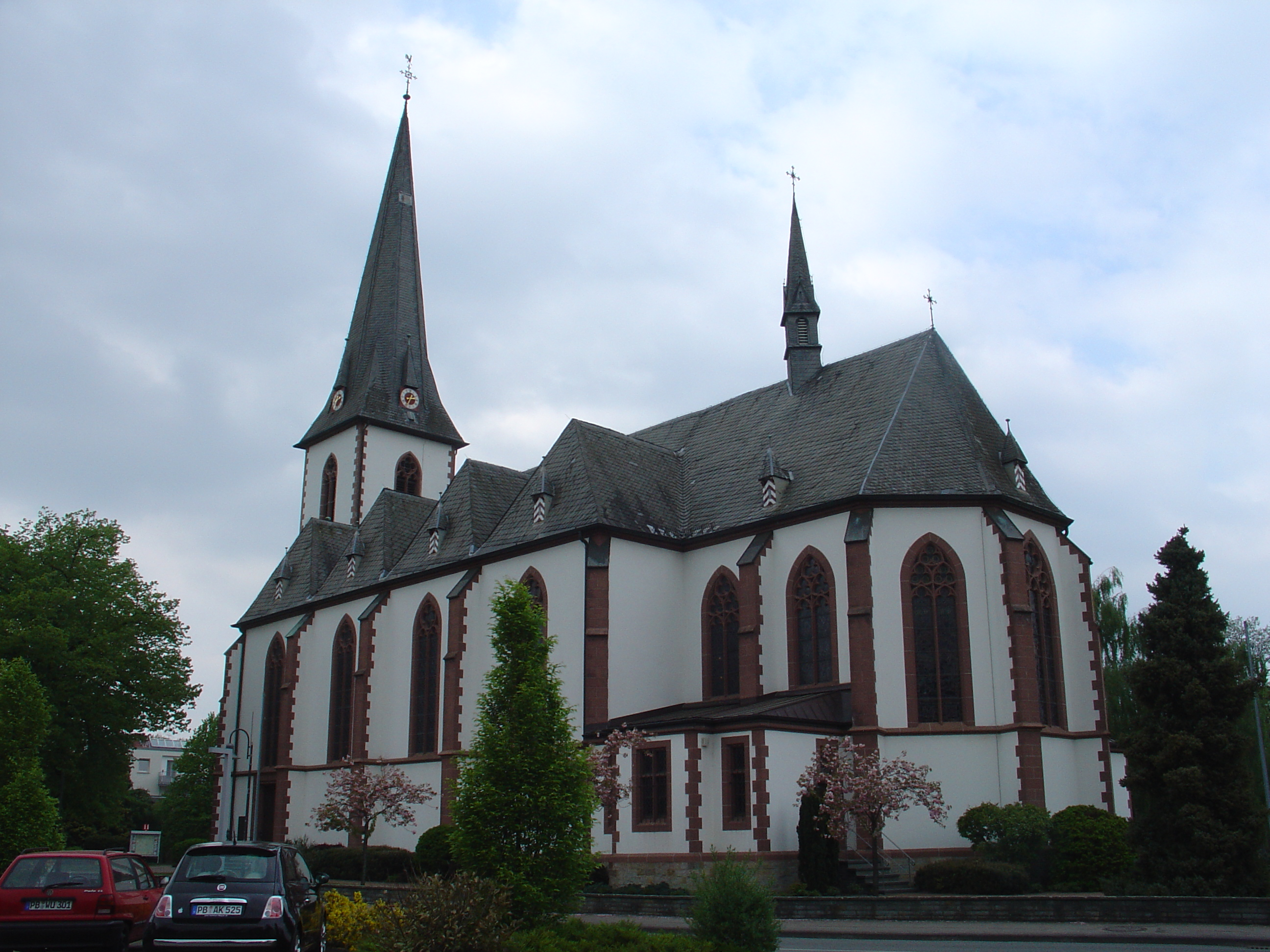
St. Joseph in Delbrück-Westenholz

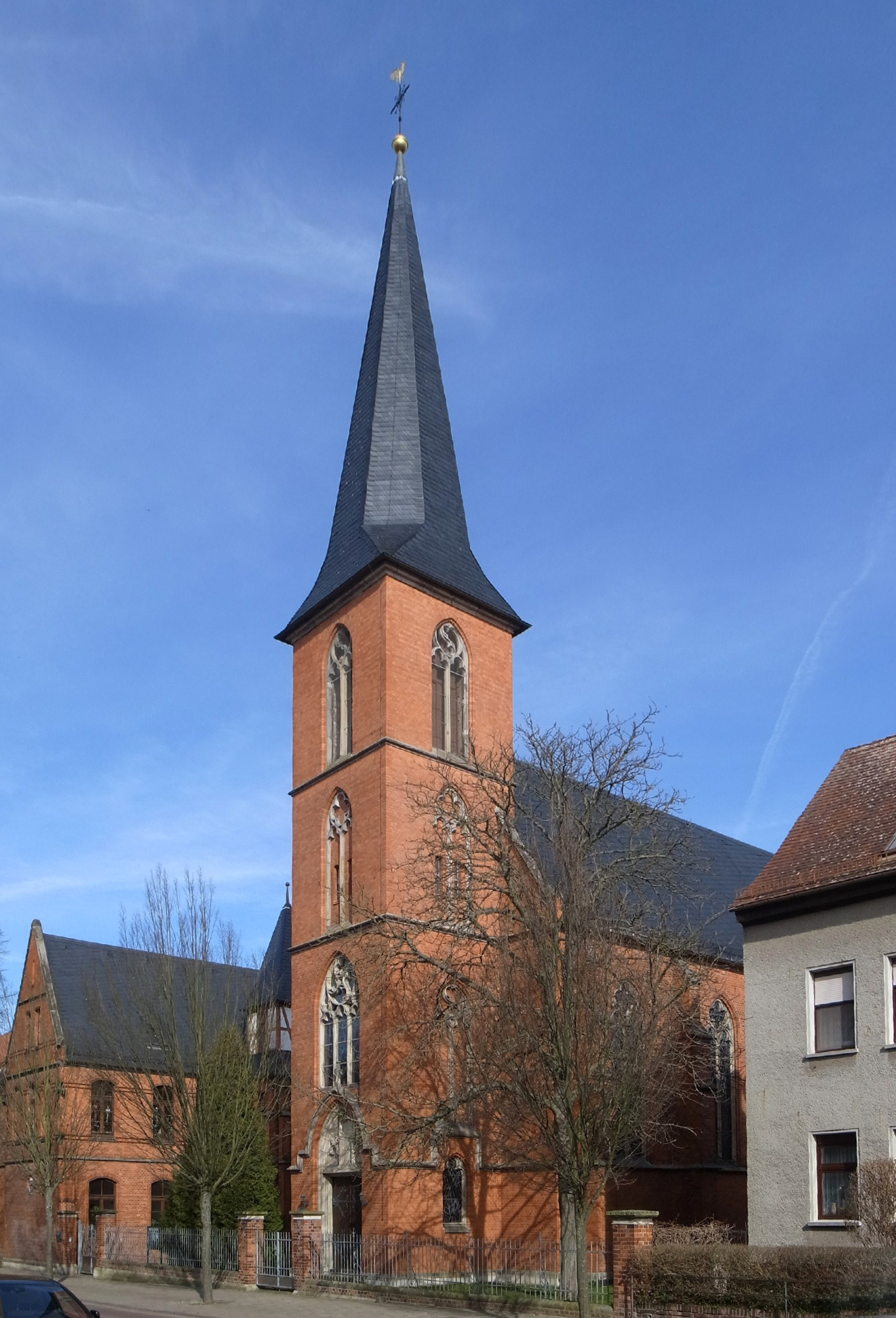
Kath. Pfarrkirche St. Jakobus in Zerbst/Anhalt (1896)

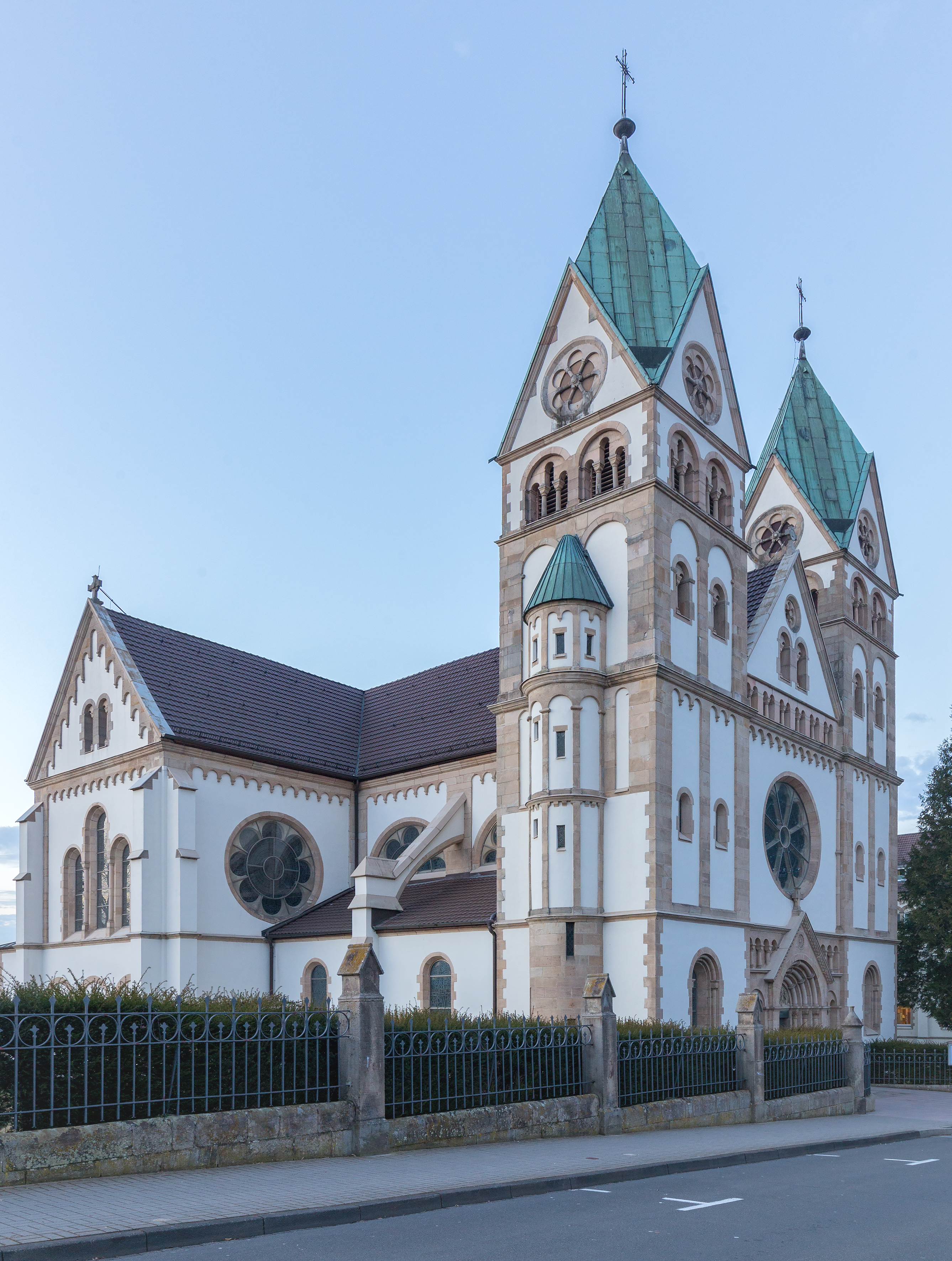
Klosterkirche in Hünfeld (1895–1900)

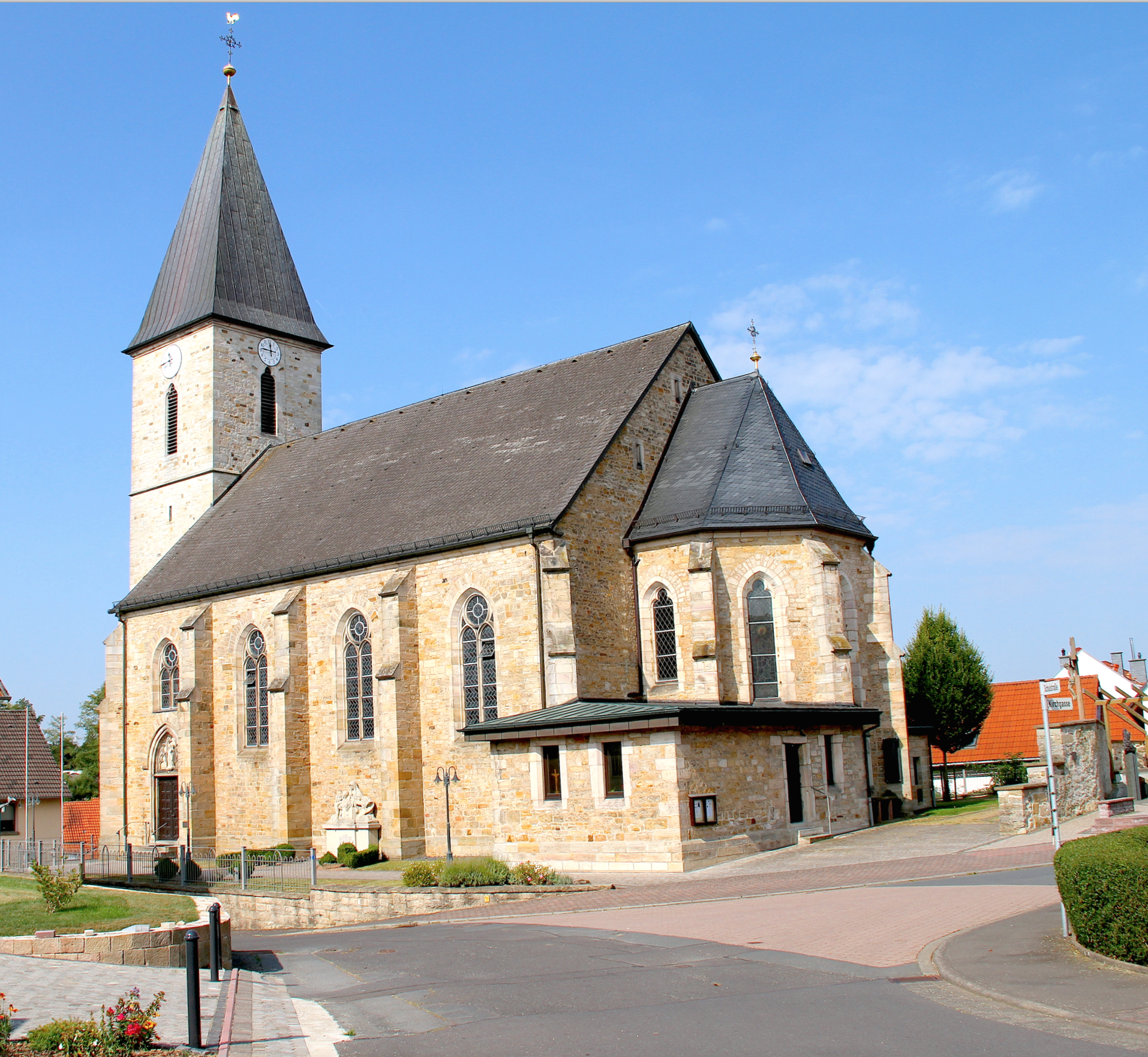
Wallfahrtskirche Mariä Himmelfahrt in Rückers (1891–1893)

## Leben
Arnold Güldenpfennig wurde in Warburg als Sohn des Königlichen Preußischen Grenz- und Steueroffizianten Georg Wilhelm Arnold Güldenpfennig aus Hausberge an der Weser und der Maria Christine geb. Wattendorf geboren. Im Jahre 1836 zog die Familie nach Ladbergen im Tecklenburger Land bei Osnabrück.
Güldenpfennig besuchte die Gymnasien in Münster und Minden. Nach der Schule war er zunächst Bau-Eleve in Minden und studierte an der Berliner Bauakademie bis 1854. Danach trat er in das Architektenbüro des Dom- und Diözesanbaumeisters August Hubert Uhlmann in Paderborn ein. Im Sommer 1858 absolvierte er vor der Königlichen Technischen Bau-Deputation die Prüfung zur Befähigung als Landbaumeister. 1856, im Alter von 25 Jahren, wurde er zum Dom- und Diözesanbaumeister in Paderborn ernannt. Güldenpfennig arbeitete nebenbei auch als freier Architekt mit einem eigenen Büro. In dieser Tätigkeit hat er auch profane Bauten entworfen, meist im neogotischen Stil, beispielsweise die Reismannschule, die Schule des Michaelsklosters (im Krieg zerstört) und Wohnhäuser.
Aus Anlass seines 50-jährigen Dienstjubiläums als Diözesanbaumeister am 9. Februar 1906 verlieh ihm Kaiser Wilhelm II. den Charakter als Geheimer Baurat.

## Familie
Am 23. September 1858 heiratete er Auguste Volmer aus Oelde in der Pfarrkirche St. Johannes. Auguste war die Tochter von Antoinette Speith und dem Richter Carl Volmer; der Paderborner Architekt Rudolf Volmer war ihr Bruder. Aus der Ehe der Güldenpfennig gingen zwischen 1862 und 1875 zwölf Kinder hervor. Der jüngste Sohn Hans Güldenpfennig war Dombaumeister in Köln. Jürgen Güldenpfennig (1873–1914), der an der Technischen Hochschule Hannover studierte und danach bautechnischer Berater des Domkapitels wurde, übernahm nach dem Tod seines Vaters die Funktion des Dom- und Diözesanbaumeisters in Paderborn, ohne den Titel zu führen. Er fiel im Ersten Weltkrieg. Güldenpfennig ist wie seine Frau und sein Sohn Jürgen auf dem Paderborner Ostfriedhof beigesetzt.

## Bauten
Arnold Güldenpfennig erstellte Entwürfe unter anderem zu folgenden katholischen Kirchen:
- Kirche St. Peter und Paul in Naumburg, 1861, 1957 abgerissen
- Kirche St. Agnes in Magdeburg, 1861
- Kirche St. Antonius von Padua in Wickede (Ruhr), 1861–1862
- Kirche St. Michael in Aschersleben, 1863
- Kapelle St. Maria Magdalena in (Meinerzhagen-)Grotewiese, 1863
- Stiftskirche St. Clara in (Dortmund-)Hörde, 1863–1865
- Pfarrkirche St. Agatha in Leiberg, 1864–1866
- Kirche St. Augustinus in Hameln, 1865–1866, 1985 abgerissen
- Pfarrkirche St. Marien in (Magdeburg-)Sudenburg, 1867[3]
- Missionshaus in Delitzsch, 1867–1868
- Pfarrkirche Zur Unbefleckten Empfängnis Mariens in Oschersleben, 1867–1869
- Kirche St. Elisabeth in Zappendorf, 1868–1869
- Kirche Unbefleckte Empfängnis Mariens in Wittenberg, 1868–1869
- Friedhofskapelle auf dem Ostfriedhof in Paderborn (Langenohlkapelle), 1868–1870
- Propsteikirche St. Gertrud von Brabant in (Bochum-)Wattenscheid, Planungen ab 1864, ausgeführt 1868–1872
- St.-Norberti-Kirche in Calbe (Saale), 1870–1871
- Pfarrkirche St. Clemens in (Dortmund-)Hombruch, 1870–1871
- Pfarrkirche St. Hubertus in Arnsberg-Müschede, 1871 (1964 abgebrochen)
- Pfarrkirche St. Maria Hilfe der Christen in (Willebadessen-)Borlinghausen, 1869–1872
- Pfarrkirche St. Johannes Baptist in Rüthen, 1871–1874
- Kapelle St. Michael in Drolshagen-Sendschotten 1872
- Missionshaus in Buckau, 1872
- Pfarrkirche St. Elisabeth in Weißenfels, 1872–1873
- Pfarrkirche St. Nicolai in Lippstadt, 1872–1875
- Pfarrkirche St. Katharina in (Olsberg-)Assinghausen, 1872–1882
- Kirche Mater dolorosa in Rudolstadt, 1872–1874
- Kirche St. Elisabeth in Alsleben, 1874–1875
- Pfarrkirche St. Martinus in Hellefeld, Neubau in den Jahren 1874–1877
- Marienwallfahrtskirche in Dietrichswalde (Ermland), 1878–1884
- Pfarrkirche St. Marien in (Herne-) Eickel, 1880–1881
- Pfarrkirche (ab 1894) Unbefleckte Empfängnis Mariens in Meiningen, 1880–1881
- Pfarrkirche St. Bonifatius in Fulda-Horas, 1881
- Pfarrkirche St. Joseph und Medardus in Lüdenscheid, 1882–1885
- Pfarrkirche St. Antonius und Vitus in Arnsberg-Herdringen, 1883–1885
- Pfarrkirche St. Bartholomäus in Haarbrück, 1883–1886
- Pfarrkirche St. Laurentius in (Herne-)Wanne, 1884–1886 und 1892
- Pfarrkirche St. Jakob in Saarbrücken, 1884–1887
- Pfarrkirche St. Marien in Staßfurt, 1886–1895
- Propsteikirche Zum Heiligsten Herzen Jesu in Lübeck, 1888–1891
- Pfarrkirche St. Anna in Dietershan, 1888
- Pfarrkirche St. Lambertus in Castrop (Castrop-Rauxel), 1889–1890
- Pfarrkirche St. Pankratius in Gütersloh, 1889–1891
- Pfarrkirche St. Marien in Hamburg, 1889 (1995 zur Kathedralkirche des wiedererrichteten Erzbistums Hamburg erhoben)
- Pfarrkirche Mariä Himmelfahrt in Rückers bei Fulda, im Landkreis Fulda, 1891–1893
- Kirche Unbefleckte Empfängnis in Hettstedt, 1892–1893
- Herz-Jesu-Kirche in Sangerhausen, 1892–1893
- Pfarrkirche St. Alexander in Iggenhausen, 1892–1896[4]
- St.-Maria-Hilf-Kirche in Magdeburg, 1893–1894
- Pfarrkirche St. Mariae Himmelfahrt in (Gelsenkirchen-)Rotthausen, 1893–1897
- Pfarrkirche St. Peter und Paul in Zeitz, 1894
- Propsteikirche St. Elisabeth und St. Franziskus in Halle (Saale), 1894–1896
- Pfarrkirche St. Peter und Paul in Bad Driburg, 1894–1897
- Pfarrkirche in Zeitz, 1894–1899[5]
- Missionskirche St. Joseph in Lützen, 1895–1896
- Bonifatiuskloster mit Klosterkirche in Hünfeld, (neoromanische Klosteranlage) im Landkreis Fulda, 1895–1900
- Pfarrkirche St. Jacobus der Ältere in Zerbst, 1896 konsekriert
- Pfarrkirche St. Antonius d. Einsiedler u. St. Placidus (Dipperz) im Landkreis Fulda, Bistum Fulda, 1896
- Filialkirche Herz Jesu in Eilsleben, 1896–1897
- Pfarrkirche Zum Heiligsten Herzen Jesu (Herz-Jesu-Kirche) in Paderborn, 1897–1898
- Pfarrkirche St. Michael in Gardelegen, 1898
- Pfarrkirche Zur Heiligen Familie in Oeventrop, 1898
- Wallfahrtskapelle Herz-Jesu-Kapelle in (Fulda-)Haimbach, 1899–1900
- Kirche Unbefleckte Empfängnis in Güsten, 1901–1903
- Pfarrkirche St. Joseph in (Delbrück-)Westenholz, 1901–1905
- Filialkirche St. Josef in Löderburg, 1902
- Filialkirche Herz Jesu in Gommern, 1902–1903
- Pfarrkirche St. Georg in Bad Pyrmont, 1903–1904
- Filialkirche Herz Jesu in Hecklingen, 1904
- Pfarrkirche St. Josef in Mühlhausen (Thüringen), 1903–1905
- Filialkirche St. Josef in Königsaue, 1904–1905
- Filialkirche St. Liborius in Hergisdorf, 1905
- Pfarrkirche St. Johannes Baptist in Burg bei Magdeburg, 1904–1906
- Filialkirche St. Joseph in Alten bei Dessau, 1905–1906
- Pfarrkirche Zum Heiligsten Herzen Jesu (Herz-Jesu-Kirche) in Neustadt (Dosse), 1906 konsekriert
- Filialkirche St. Franziskus Xaverius in Unseburg, 1906
- Pfarrkirche St. Marien in Dresden-Cotta, 1905–1906
- Pfarrkirche St. Marien in Sandersdorf bei Bitterfeld, 1906
- Erweiterung der Pfarrkirche St. Peter und Paul in Dessau, um 1907
- Kirche St. Josef in Klein Wanzleben, 1907–1908
- Pfarrkirche Zum Heiligsten Herzen Jesu (Herz-Jesu-Kirche) in Halle (Westfalen), 1908–1909
- Pfarrkirche Zum Heiligsten Herzen Jesu (Herz-Jesu-Kirche) in Thale, Entwurf posthum ausgeführt 1910–1911